# Hajts Lajos

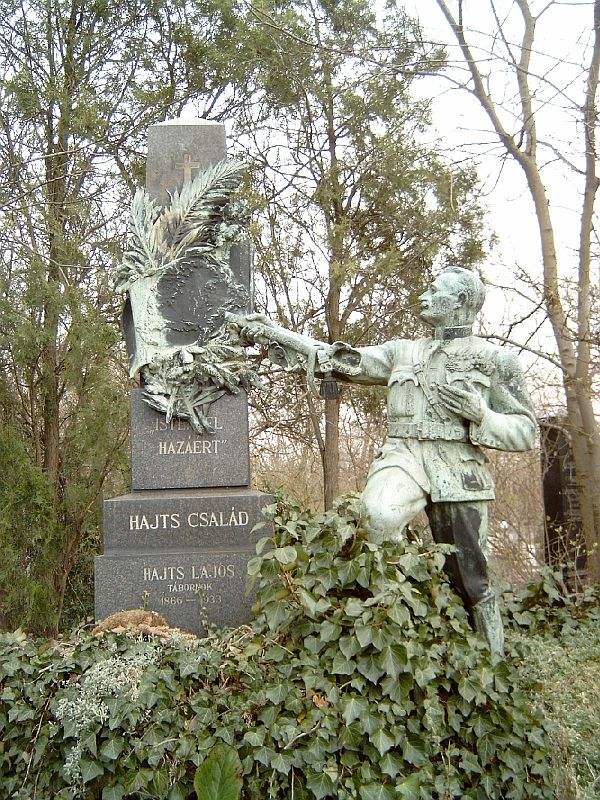
Hajts Lajos sírja az Új köztemetőben (29/2-1-22-K.)

Hajts Lajos Andor (Igló, 1866. október 27. – Budapest, Kőbánya, 1933. december 1.) geográfus, térképész, honvédtábornok, a katonai felmérés, terepábrázolás és a térképfelhasználás korszerű alkalmazásának neves oktatója, Hajts Béla bátyja.

## Életrajza
Hajts Lajos és Weisz Emília fia. Budapesten végezte el a honvéd felsőbb tiszti tanfolyamat, valamint a földrajzi intézet topográfiai tanfolyamát. Ezt követően tanulmányutat tett az Amerikai Egyesült Államokban. 1895-től 1919-ig tanított a Ludovika Akadémián később az Állami Térképészeti Intézethez került, mint vezető. 1925-ben tábornoki minőségben nyugdíjazták. Az ÁTI munkatársai az ő vezetésének idején, 1922 és 1925 között hajtották végre a frankhamisítást, ennek volt köszönhető az 1925. év végi frank-botrány kirobbanása. Emiatt 1926-ban rövid időre bebörtönözték. Halálát szívbénulás okozta. Felesége Kleinodi Leopoldina volt.

## Művei
- A katonai országos felmérés alapvonalai (Bp., 1904)
- Tereptan, terepábrázolás és térképfelhasználás (tankönyv, Bp., 1913)